# Takedown: Red Sabre
Takedown: Red Saber est un jeu vidéo de tir tactique développé par Serellan et publié par 505 Games pour Microsoft Windows et Xbox 360 . Il est sorti le 20 septembre 2013 pour Windows via Steam et le 21 février 2014 pour Xbox 360 via Xbox Live Arcade .

## Gameplay

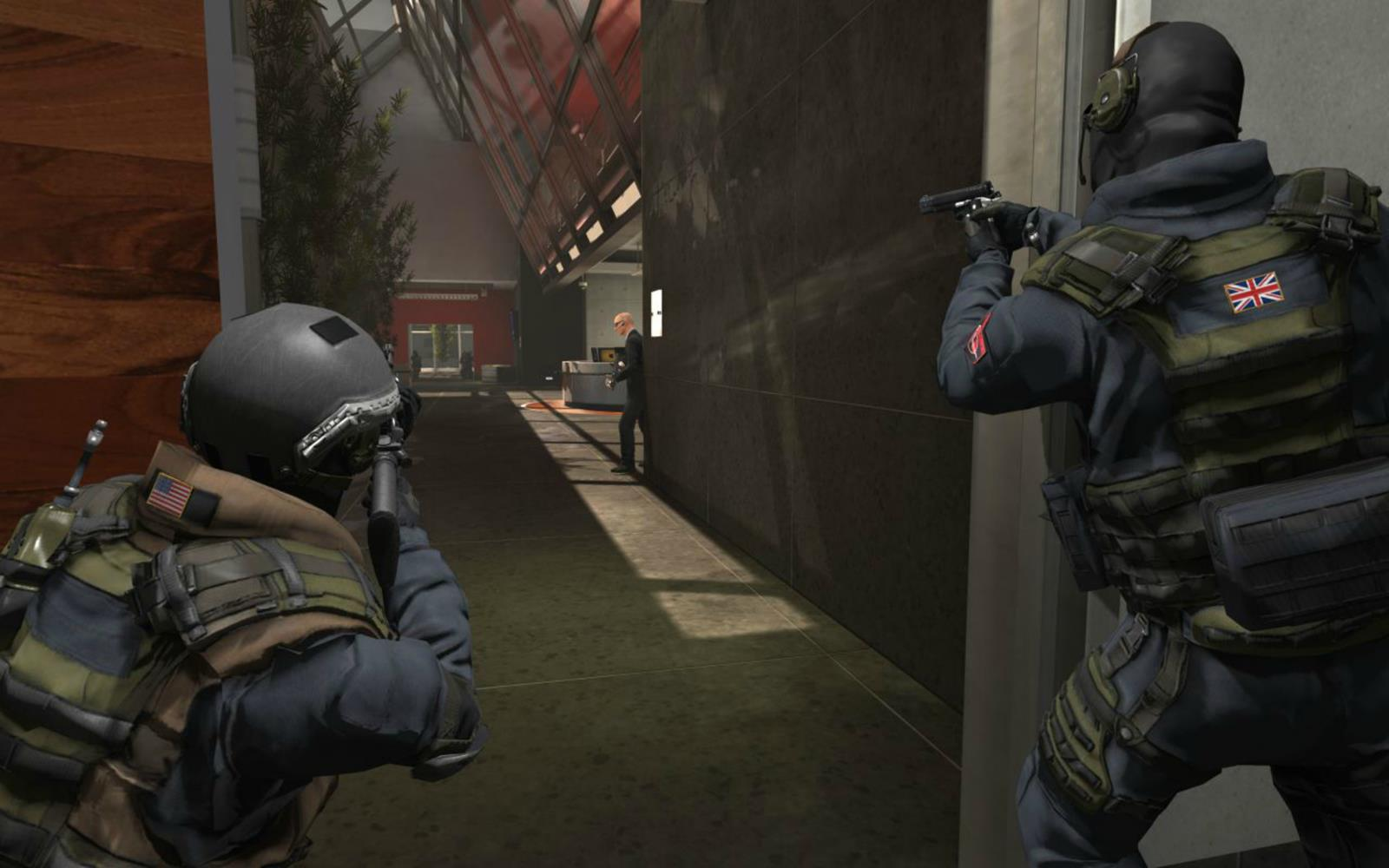
Capture d'écran de Takedown: Red Saber de l'E3.

Takedown: Red Saber est un jeu de tir à la première personne et un jeu de tir tactique, qui vise à être un tireur réaliste en équipe. Il est considéré par le développeur comme un successeur spirituel de la série originale de jeux Tom Clancy's Rainbow Six et SWAT . Il prend en charge les types de jeu solo, coopératif et multijoueur adversaire.

## Développement

### Campagne Kickstarter réussie
À la suite du succès d'autres campagnes de financement participatif sur Kickstarter, Serellan a lancé son propre appel le 2 mars 2012 sur le même site Web, avec un objectif de 200 000 $. Cette somme a été une base de départ pour amener le jeu dans une phase alpha, afin que le projet puisse être présenté aux éditeurs sous une forme jouable, et pour persuader les investisseurs privés de montrer que le marché du tir tactique est attractif et reste une industrie viable. Après un démarrage lent (n'ayant levé qu'un tiers de la somme demandée une semaine avant la date limite), la campagne Kickstarter a pris de l'ampleur rapidement dans les derniers jours à la suite d'une refonte de la campagne et d'une vidéo cinématographique,  et a finalement franchi le cap dans les toutes dernières heures, se terminant à 221 833 $ au total des promesses de dons de 5 423 contributeurs le 1er avril 2012. Un bailleur de fonds notable était l'ancien animateur de communauté d'Infinity Ward, Robert Bowling, qui a fait la promotion de la campagne sur Twitter.  Chaque contributeur a bénéficié d'un accès à une section spéciale du forum sur le site Web de Serellan où il pouvait participer au développement du jeu, en apportant des idées, en participant à certaines décisions et en soumettant du contenu.

### Partenariat avec 505 Games
Le 15 février 2013, Serellan a annoncé son partenariat avec l'éditeur 505 Games, et a annoncé la sortie du jeu pour PC et Xbox 360 pour la fin de l'année, et la version PlayStation 3 plus tard. Le jeu a ensuite été présenté à huis clos pour la première fois sous une forme jouable à l'Electronic Entertainment Expo 2013, sur le stand 505 Games.

## Accueil
Takedown a reçu des critiques extrêmement négatives. Les critiques se sont concentrés sur son état inachevé, de nombreux bugs et problèmes et des offres multijoueur faibles. Brett Todd de GameSpot lui a attribué une note de 2 sur 10, en concluant: « C'est un jeu qui n'aurait pas dû sortir dans son état actuel, et ce n'est certainement pas un jeu avec lequel vous devriez perdre votre temps et votre argent. »[réf. souhaitée]